# A ONE
『A ONE』（エー・ワン）は、日本の歌手・浜崎あゆみの16枚目のオリジナル・アルバム。2015年4月8日にavex traxより発売。

## 解説
オリジナルフルアルバムとしては、前作『Colours』から約9ヵ月ぶりのリリース。
「CD+DVD」「CD+Blu-ray」「CD」の3形態による発売。さらに、ファンクラブ「TeamAyu」の限定盤として、「Tell All (2015 mix)」をボーナストラックとして挿入し、同日発売のカウントダウンライブ『ayumi hamasaki COUNTDOWN LIVE 2014-2015 A Cirque de Minuit 〜真夜中のサーカス〜』のDVDまたはBlu-ray Discおよび、オリジナル・フォトフレームおよび生写真10枚を加えた2形態「ALBUM＋DVD＋LIVE DVD＋GOODS」「CD＋Blu-ray＋LIVE Blu-ray＋GOODS」を発売。
発売を記念して、「ayumi hamasaki ニューアルバム＆NEW LIVE DVD/Blu-rayリリース記念〜ayuがあなたの街にやってくる〜 SPECIAL」と題したラジオ公開録音イベントが2月27日から3月1日にかけて、大阪市、福井市、名古屋市、静岡市、仙台市の5都市で開催された。
「The GIFT」は、シンガポール出身のシンガーソングライターのJJ Linが手掛けた楽曲であり、PVにもJJ Lin本人が出演している。また、この曲でアレンジャーとして参加してる小林信吾は、５年後の2020年に病死したため、浜崎と関わった作品としては最後の曲となった。

## 批評
| 専門評論家によるレビュー | 専門評論家によるレビュー |
| レビュー・スコア         | レビュー・スコア         |
| 出典                     | 評価                     |
| ------------------------ | ------------------------ |
| CDジャーナル             | 肯定的                   |

CDジャーナルは、「16枚目となるオリジナル・アルバム。ロック的な曲やポップ・チューンもあるが、メインはストリングスをバックに歌い上げるバラードで、じっくり聴けるアルバムだ。特にクライマックス的な終盤の『Walk』のドラマティックな歌唱は絶品。彼女の実力を再認識させられる。」と批評した。

## 収録曲
| 全作詞: ayumi hamasaki（#1は除く / #12、作詞: Utada Hikaru）。 |                           |                                                        |                |                                           |      |
| #                                                              | タイトル                  | 作詞                                                   | 作曲           | 編曲                                      | 時間 |
| 1.                                                             | 「a Bell」                | ayumi hamasaki （#1は除く / #12、作詞: Utada Hikaru ） | Yuta Nakano    | Yuta Nakano                               | 1:09 |
| 2.                                                             | 「WARNING」               | ayumi hamasaki （#1は除く / #12、作詞: Utada Hikaru ） | Kazuhiro Hara  | tasuku                                    | 4:06 |
| 3.                                                             | 「NO FUTURE」             | ayumi hamasaki （#1は除く / #12、作詞: Utada Hikaru ） | Tetsuya Komuro | Yuta Nakano                               | 5:52 |
| 4.                                                             | 「Anything for You」      | ayumi hamasaki （#1は除く / #12、作詞: Utada Hikaru ） | Tetsuya Komuro | Yuta Nakano                               | 7:01 |
| 5.                                                             | 「Last minute」           | ayumi hamasaki （#1は除く / #12、作詞: Utada Hikaru ） | Tetsuya Yukumi | tasuku                                    | 4:22 |
| 6.                                                             | 「Zutto...」              | ayumi hamasaki （#1は除く / #12、作詞: Utada Hikaru ） | Kunio Tago     | Yuta Nakano                               | 4:48 |
| 7.                                                             | 「Out of control」        | ayumi hamasaki （#1は除く / #12、作詞: Utada Hikaru ） | Tetsuya Yukumi | Yuta Nakano                               | 4:46 |
| 8.                                                             | 「Story」                 | ayumi hamasaki （#1は除く / #12、作詞: Utada Hikaru ） | Tetsuya Yukumi | Yuta Nakano                               | 5:17 |
| 9.                                                             | 「The GIFT」              | ayumi hamasaki （#1は除く / #12、作詞: Utada Hikaru ） | JJ Lin         | Shingo Kobayashi                          | 3:52 |
| 10.                                                            | 「The Show Must Go On」   | ayumi hamasaki （#1は除く / #12、作詞: Utada Hikaru ） | Tetsuya Komuro | tasuku                                    | 5:54 |
| 11.                                                            | 「Walk」                  | ayumi hamasaki （#1は除く / #12、作詞: Utada Hikaru ） | Tetsuya Komuro | Yuta Nakano                               | 5:02 |
| 12.                                                            | 「Movin' on without you」 | ayumi hamasaki （#1は除く / #12、作詞: Utada Hikaru ） | Utada Hikaru   | Yohanne Simon for RedOne Productions, LCC | 4:10 |
| 合計時間:                                                      | 合計時間:                 | 合計時間:                                              | 合計時間:      | 56:19                                     |      |

| 全作詞: ayumi hamasaki、全作曲・編曲: Yuta Nakano。 |                         |                |             |      |
| #                                                   | タイトル                | 作詞           | 作曲・編曲  | 時間 |
| 13.                                                 | 「Tell All (2015 mix)」 | ayumi hamasaki | Yuta Nakano | 5:41 |

| #  | タイトル                     | 作詞 | 作曲・編曲 |
| -- | ---------------------------- | ---- | ---------- |
| 1. | 「 Zutto...」(video clip)    |      |            |
| 2. | 「 Last minute」(video clip) |      |            |
| 3. | 「 The GIFT」(video clip)    |      |            |
| 4. | 「 WARNING」(video clip)     |      |            |
| 5. | 「Zutto...」(making clip)    |      |            |
| 6. | 「Last minute」(making clip) |      |            |
| 7. | 「The GIFT」(making clip)    |      |            |
| 8. | 「WARNING」(making clip)     |      |            |

## 楽曲解説
※ ファンクラブ「Team Ayu」限定盤収録の『Tell All』は除く。
1. a bell
インストゥルメンタル曲。17周年という節目の日にリリースされるアルバムのオープニングを飾る楽曲で、これまでも数々の名曲を生み出してきた作編曲家・中野雄太氏によるもの[4]。
2. WARNING
浜崎の真骨頂と言える超攻撃型アップリフティング・ロック・チューン。作曲は原一博氏によるもの。「攻める歌詞世界が多くの女性から支持を得ている」と紹介されている。MVは「独特の妖しい雰囲気を醸し出す」としている[4]。
3. NO FUTURE
小室哲哉特有による高い音域を駆使した、切なくも心に響くナンバー。今作のレコーディングの際、仮歌入りのデモとして提供されてからあたため続け、満を持してレコーディングに挑んだという。終盤、畳みかけるリフレインが耳に残るアップリフティング・トラックが印象的となっている[4]。
4. Anything for you
浜崎のオリジナル楽曲としては史上最長の7分にも及ぶ大作。何度も転調を繰り返す展開により、曲の長さは全く気にならず、むしろその世界観に惹き込まれる。コードが変わり優しい世界が広がり「大丈夫僕がその君の手を必ず掴むから」という[4]。
5. Last minute
53rdシングル。
本シングルリリース直後からファンの間で反響を呼んでる楽曲の一つで、1コーラス目はコーラス無しのシンプルなVo.がピアノとアコースティック・ギターの上で切々と訴えかけ、転じて2コーラス目以降は感情を剥き出しに激しく歌い上げている。なお本作のMVは、“一発撮り” で撮影されている[4]。
6. Zutto...
53rdシングル。
作曲は多胡邦夫が手掛けたもので、ファンのみならず多くのリスナーから支持を得ている。MVはマイナス10℃の氷の世界で撮影され話題となった[4]。
7. Out of control
作曲は湯汲哲也とアレンジャー・tasukuのタッグによるロック・ナンバー。「これぞ“浜崎あゆみワールド”と言える歌詞世界で、世代や性別を超えて共感される大きな“愛”のうた」と紹介されている[4]。
8. Story
温かいメロディーに切なく心に響く歌詞。本作は2004年リリースの6thアルバム『MY STORY』に収録された「walking proud」を彷彿させ、楽曲を手掛けた湯汲哲也が今作にも参加している。アレンジャーは中野雄太によるもので「壮大なアレンジが聴く者の魂を震わせる、涙無しには聴けない名曲」と紹介されている[4]。
9. The GIFT
台湾を拠点にアジア全土で絶大な人気を誇るシンガーソングライター・JJ Linとのコラボ作。人生の大きな岐路に立つ2人の心情が綴られた、究極のウェディング・ソングとなっている[4]。
10. The Show Must Go On
2000年より開催した初ツアー「第1幕」から15年間に渡りライフワークともいえる大規模ライヴツアーを敢行し、年々毎にコンサートの枠を超えたエンタテインメント・ショウとして進化し続けてきた浜崎がこれまで支えてきたファンや友人に贈ったメッセージソング。また、CMソング (後述) としても話題を呼び、間奏部分では自身のファンクラブ「TeamAyu」より特典で選ばれた2名のファンがコーラス参加している[4]。
11. Walk
53rdシングル。
作曲は小室哲哉によるもの。2014年末に開催されたカウントダウン・ライヴにおいて初披露された[4]。
12. Movin' on without you
宇多田ヒカルのトリビュート・アルバム『宇多田ヒカルのうた -13組の音楽家による13の解釈について-』収録曲。
本カヴァー曲が収録されると大きな話題となり、「RedOneプロデュースによるアレンジとヴォーカルワークがマッチした会心作」と紹介されている。なお、このアルバムがリリースされるまで、本曲の収録が伏せられていたという[4]。

## タイアップ
The Show Must Go On
Samantha Thavasa -365日、毎日が記念日- TVCMソング

## その他の収録アルバム (シングル曲除く)
- Out of control
  - 『RAINY SEASON SELECTION』
- Movin' on without you
  - 『宇多田ヒカルのうた -13組の音楽家による13の解釈について-』(宇多田ヒカルのトリビュートアルバム)
- Tell All
  - 『ayumi hamasaki 15th Anniversary TOUR 〜A BEST LIVE〜』(ライブ音源)

## 収録ライブ映像 (シングル曲除く)
- a Bell
  - 『ayumi hamasaki ARENA TOUR 2015 A Cirque de Minuit 〜真夜中のサーカス〜 The FINAL』
- WARNING
  - 『ayumi hamasaki ARENA TOUR 2015 A Cirque de Minuit 〜真夜中のサーカス〜 The FINAL』
  - 『ayumi hamasaki COUNTDOWN LIVE 2015-2016 A 〜M(A)DE IN TOKYO〜』(ayumi hamasaki ARENA TOUR 2016 A 〜M(A)DE IN JAPAN〜)
  - 『ayumi hamasaki ARENA TOUR 2016 A 〜M(A)DE IN JAPAN〜』
  - 『ayumi hamasaki Just the beginning -20- TOUR 2017 2017.7.17 Osaka-Jo Hall』(TROUBLE)
  - 『ayumi hamasaki COUNTDOWN LIVE 2019-2020 〜Promised Land〜 A』
  - 『ayumi hamasaki MUSIC for LIFE 〜return〜』
  - 『ayumi hamasaki COUNTDOWN LIVE 2022-2023 A ～Remember you～』(ayumi hamasaki 25th Anniversary LIVE)
  - 『ayumi hamasaki COUNTDOWN LIVE 2018-2019 A -TROUBLE-』(ayumi hamasaki UNRELEASED LIVE BOX A)
- Anything for You
  - 『ayumi hamasaki ARENA TOUR 2015 A Cirque de Minuit 〜真夜中のサーカス〜 The FINAL』
- Out of control
  - 『ayumi hamasaki ARENA TOUR 2015 A Cirque de Minuit 〜真夜中のサーカス〜 The FINAL』
- The Show Must Go On
  - 『ayumi hamasaki ARENA TOUR 2015 A Cirque de Minuit 〜真夜中のサーカス〜 The FINAL』
  - 『ayumi hamasaki TA LIMITED LIVE TOUR at Zepp Tokyo』(M(A)DE IN JAPAN)
  - 『ayumi hamasaki COUNTDOWN LIVE 2015-2016 A 〜M(A)DE IN TOKYO〜』(ayumi hamasaki ARENA TOUR 2016 A 〜M(A)DE IN JAPAN〜)
  - 『ayumi hamasaki PREMIUM LIMITED LIVE A 〜夏ノトラブル〜』(ayumi hamasaki BEST LIVE BOX A)
  - 『TA LIMITED LIVE TOUR 2016』(ayumi hamasaki UNRELEASED LIVE BOX A)
  - 『ayumi hamasaki  COUNTDOWN LIVE 2016-2017 A『Just the beginning -20-』』(メドレー) (ayumi hamasaki UNRELEASED LIVE BOX A)
  - 『ayumi hamasaki COUNTDOWN LIVE 2018-2019 A -TROUBLE-』(ayumi hamasaki UNRELEASED LIVE BOX A)
- Movin' on without you
  - 『ayumi hamasaki COUNTDOWN LIVE 2014-2015 A Cirque de Minuit 〜真夜中のサーカス〜』
  - 『ayumi hamasaki ARENA TOUR 2015 A Cirque de Minuit 〜真夜中のサーカス〜 The FINAL』
  - 『ayumi hamasaki Just the beginning -20- TOUR 2017 2017.7.17 Osaka-Jo Hall』(TROUBLE)
  - 『ayumi hamasaki 21st anniversary -POWER of A^3-』 (メドレー)
  - 『ayumi hamasaki COUNTDOWN LIVE 2018-2019 A -TROUBLE-』(ayumi hamasaki UNRELEASED LIVE BOX A)
- Tell All
  - 『ayumi hamasaki 15th Anniversary TOUR 〜A BEST LIVE〜』
  - 『ayumi hamasaki TROUBLE TOUR 2020 A 〜サイゴノトラブル〜 FINAL』
  - 『ayumi hamasaki 25th Anniversary LIVE』
  - 『TA LIMITED LIVE TOUR 2016』(ayumi hamasaki UNRELEASED LIVE BOX A)